# Distrito de Karakiya

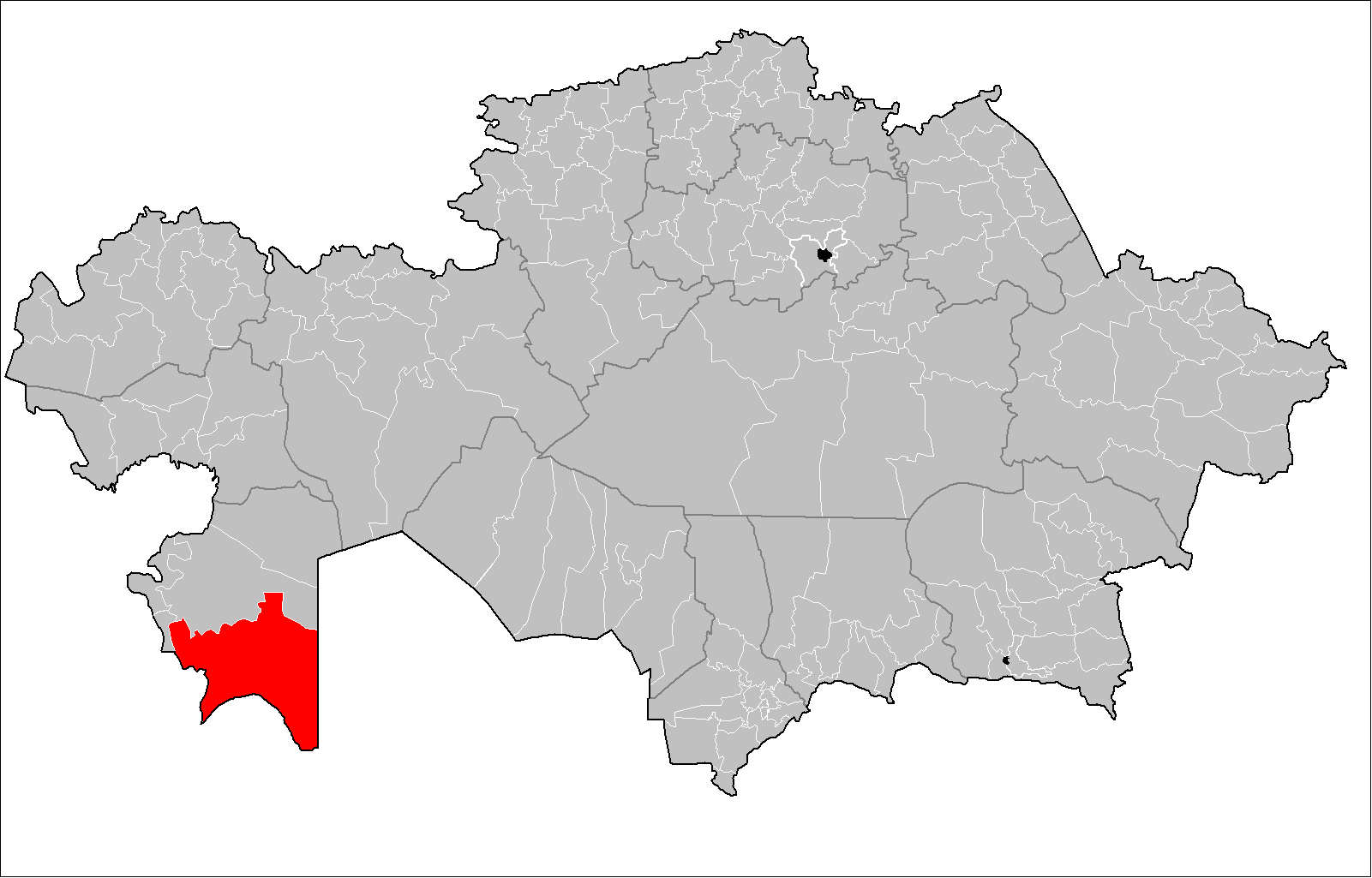
Ubicación del distrito en mapa nacional

El distrito de Karakiya (en kazajo: Қарақия ауданы) es uno de los 5 distritos en los que se divide la provincia de Mangystau, Kazajistán.

## Población
Según el censo de 1999, tenía 23 437 habitantes. Para el censo de 2009 la población había experimentado un ligero crecimiento contabilizándose 29 579 habitantes.